# 中野健次郎
中野 健次郎（なかのけんじろう、1957年 - ）は、日本の音楽プロデューサー。
血液型:B型
愛犬家　プードル・ジャックラッセルテリアなど一緒に暮らす

## 略歴

### ■ 音楽活動のはじまり（学生時代〜1970年代）
- 学生時代よりフォークユニット「Eve」を結成し、オリジナル作品を制作。
- 1970年代、都内の大規模音楽コンテスト・フォーク部門にて第1位を受賞し、本格的な音楽活動を開始。
- ビクター音楽カレッジ（BIG BOX時代）にて作詞家の喜多條忠に師事。
- 以後、ソロのシンガーソングライターとして都内ライブハウス（ACBなど）で精力的に活動。

### ■ プロデュース・音楽制作活動（1980年代〜）
- A&Rとして音楽プロデューサー業をスタート。
- 専門誌ライターや音響機器プロデュースにも従事。
- 英国の有志と共にインディーズレーベル「ロイヤルミュージック」を設立、活動の幅を海外へ広げる。

### ■ 新人発掘とイベント運営（1990年代後半〜）
- 都内ライブハウス「RUIDO」や「SHIBUYA TAKE OFF 7」「フォーバレー」「CLUB QUATTRO」「四谷天窓」「Shibuya eggman」、「渋谷La.mama」などで新人発掘イベントを定期開催。
- 発掘アーティストをメジャーデビューへと導き、複数のメジャーレーベルとも連携。
- キングレコードの井口良佐と共に女性アーティストを共同プロデュース。

### ■ エンタメ企画・アニメタイアップ・大手案件（2000年代〜）
- スパイラルアーツ（上野義美）にてエグゼクティブプロデューサーとして参画。

主なプロデュース実績：
- ユニバーサルミュージック初のアニメ企画　鮎川麻弥『ガンダム・ヒストリー・ヒットソング』プロデューサー
- フジテレビ企画『北斗の拳』のビジュアルバンド「199X」（Vo.織田かおり、sound produce.G.斉藤光浩/BOWWOW）プロデューサー
- NHK情報ネットワーク企画 「バリアフリー KIZUNA」CD制作　Vo 川口奈美子 プロデューサー
- 明治乳業CMソング、PSゲーム『[[少女義経伝・弐 〜刻を超える契り〜|少女義経伝]]・弐』飯塚絵理 CD制作 プロデューサー
- 新生RAZZ MA TAZZ、井上あずみ、天方直実、麻倉未稀、村上広一（ex.soon）、サーベルタイガー、永井利充（ex.ボ・ガンボス）、ツートン青木、白井裕紀(MoNiCA)、松本淳子（カンツォーネ）など、幅広いジャンルのアーティストのCD制作やプロデューサーとして関わる。
- 毎年数十枚に及ぶCD制作やリリースに携わり、メジャーレーベルを複数設立。　例：キングレコードと協業で開局時（2017年）に立ち上げた「スターレディオレコーズ」。

### ■ プロモーター・メディアタイアップ（2000年代〜）
テレビ番組・ラジオ番組・映画などのタイアップ実績多数：
- 音光明媚（おのまきこ率いる）や、韓国アーティストである" POSITION "による尾崎豊「I Love You」カバーなどのプロモーション活動。
- TBS系『噂の!東京マガジン』（EDテーマ）「地球の涙 etc」
- テレビ東京『たけしの誰でもピカソ』（EDテーマ）
- すべては「裸になる」から始まって　主題歌「生まれたての空」※主演 成田梨紗ほか多数
- フジテレビ（フジテレビジョン「スキモノ」「ペガサス」通販バラエティ番組　エンディングテーマ曲など

　数多くの各種民放局の番組オープニング・エンディング曲を提供
　その他のプロモーション:
- 大手FM局作品のパワープレイ
- DAMなどへのカラオケ多数

```
 コンサート・イベントプロデュース:
```

- 石丸電気クリスマスイベント（優木まおみ、川口奈美子出演）
- 「RUIDO アニバーサリーライブ」（カズン、青木裕子、つきよみ、トムリンソン・コート・パークほか多数が出演）

その他多数

### ■ 映像・放送関連制作と社会貢献
- 大手レコード会社のPV制作、テレビCM制作、コミュニティFM（CFM）や県域FMラジオ番組も多数制作。

　※ラジオ番組は秦スタジオ、綜合放送、柏プロダクションなどにて制作
- 多々、自身もテレビ出演を行うなど、マルチなメディア活動を展開。

　※BSフジテレビ 音楽プロデューサーとして、またはフジテレビの番組ではUFO研究家としても出演　異色のプロデューサーである
- 総務省認可の基幹放送局を運営し、防災などを含む社会貢献にも取り組む。

### ■ 現在の活動
- 総務省認可基幹放送局八王子エフエム[1]Tokyo Star Radioの放送局長及び代表取締役を兼任。
- Star Radio Records エグゼクティブプロデューサー　※ディストリビューション キングレコード　他

### ■ 過去の所属事務所
- スパイラルアーツ - 企画、新人開発室 エグゼクティブプロデューサー。代表取締役は上野義美。
- アトラスト - レーベル担当、セールス&プロモーターetc。フォークグループNSPの天野滋が代表取締役。
- 株式会社 フィーベル - 外部役員 元大手レコード会社代表の会社
- メロディーカンパニー - 松崎しげるや大橋純子などのバックミュージシャンが立ち上げた音楽事務所。設立構築（外部役員)として参加。
- アスタエンタテインメント -  ユニバーサルミュージック受託メーカー。第二制作部チーフプロデューサーとして参加。
- オレンジチャイム -  設立構築 初代代表取締役社長 徳間コミュニケーションズ、ベルウッドレコード受託メーカー。
- moon-bunny-  インディーズメーカー。 オーディションにて多田葵を発掘
- RUIDO  Record　- プロデューサー、ディストリビューションサポート

　 その他多数のプロダクション、メジャー・インディーズ等のレーベルに参加　　　　

## 発掘アーティスト
- 音楽猫／MUSICAT (キングレコード)
- リュウ・ミホ スパイラルアーツ時代に発掘
- 佐川さちの　スパイラルアーツ時代に発掘 ※後のお笑い芸人めいどのみやげ
- I's CUBE（ヤマハミュージックコミュニケーションズ）
- 河村舞（日音アマランスレーベル/ポリドール　）
- 川口奈美子 販売 徳間コミュニケーションズ
- フジモトタカコ　USAフェンダーイメージアーティスト 販売 徳間コミュニケーションズ
- しばあみ 販売 ユニバーサルミュージック
- ナナマリ 販売 ユニバーサルミュージック
- 麻衣夢　フェアウインドー　ネオプレックス
- 坂本麗衣　セブンシーズミュージック
- 天川祐　ユニバーサルミュージック
- ヴォイス・カマンベール　ベルウッドレコード
- イーリア (真中音羽) ベルウッドレコード / 徳間コミュニケーションズ / キングレコード
- ファジーコントロール ※ ルイードやルイードと関係の深いプロダクションとの繋がりでユニバーサル・ミュージックの受託新レーベルからの新譜リリースへ導く

他全国に数多くいる

## 最近の制作タイトル
BSフジの番組『ギルドロップス』のファーストミニアルバムで、2018年9月26日発売の『ギルドロップス～colors from『ギルドフレンズ』』をCoプロデューサーとして参加。総合プロデュースは声優の飯田里穂。秋月こおりのペットロスソング『また会おうね...虹の橋で』（徳間コミュニケーションズ）など、多数リリースしている。

## 特技・趣味・得意分野
多彩な趣味を持つことで知られ、イベントなどでも自身の多趣味ぶりを語っている。趣味の領域は幅広く、天文学、オーディオ、アマチュア無線、空手（剛柔流初段）、油絵や浮世絵の収集、レコード・切手の収集、鉄道模型、そしてフィルムカメラの収集・修理・撮影（CDポスターやジャケット撮影含む）にまで及ぶ。
中でもフィルムカメラへの愛着は深く、特にニコンEMを好んで保有しており、そのコレクションは十台以上にのぼる。ニコンを中心に、オリンパス、キャノン、アサヒペンタックスなど昭和を代表する各社のモデルを保有していると、ラジオ番組でも語っている。
2022年からは切り絵を始め、切り絵師「百鬼丸」に弟子入りし、精力的に作品制作に取り組んでいる。
さらに、敬愛する矢追純一氏から直接伝授されたスプーン曲げなど、特異な技も多数習得している。

## その他活動
パーソナリティー
- 『木内鶴彦の「地球の旅路」』に出演　※木内鶴彦氏他界により現在は「木内康平の地球の旅路」となっている 「Tokyo Star Radio」
- ケンさくまりのスマイルウェーブに出演　「Tokyo Star Radio」
- 矢追純一の『Encounter 遭遇』ではスタート時からしばらく出演していた。
- 秋山眞人、竹本良(阿久津淳)とともに番組を放送するなど、主にアクロスモールスタジオでの特別番組等に多く出演している。

イベント出演
- 秋山眞人と八ヶ岳スピリチアルトークイベントの公開収録に参加。
- 竹本良　2023年6月八ヶ岳UFOトークイベントの公開収録に参加。
- 日本サイ科学会 2023年10月 パネリストとして講演
- セントポール国際大学 2025年3月 第一回宇宙生命シンポジウム 哲学博士として講演　　　　　　　　　　　　　　　　　　　　　　　　　　　　　　※宇宙生命研究科 阿久津淳／竹本良教室 宇宙生命研究所／宇宙生命学会

その他
- 相葉雅紀主演の2022年10月公開映画『それがいる森』のエンディングロールに 秋山眞人と共に協力者としてクレジットされている。
- 一般社団法人日本ハーブ学会認定 ハーブティーソムリエ認定資格取得 ロンドン大学に登録 ※川内美登子(臨床心理士・植物療法士)
- 矢追純一宇宙塾卒(UFO、宇宙論などの他、哲学的なことを学ぶ)
- メディアドゥ(名古屋時代)が2004年に音楽事業立ち上げの際、テレ朝ミュージックを紹介し繋ぐなど貢献している。

## その他
◆ 形而上学博士 ( 哲学博士 ) セントポール国際大学
◆ 宇宙現象アナリストとしても活動を開始 (2025年～
◆ 外交官の伊勢崎賢治やイラストレーターであるナカライカオルは小学生、中学生時代の同級生だとラジオ番組で話していた。また、立川出身の俳優水上功治とは幼馴染であるという。水上の父親が米軍基地内で空手師範をしていたため基地内に習いに行き、空手初段（剛柔流）を取得している。立川市立第九小学校及び立川市立第五中学校卒業者である。